# Hypselothyrea
Hypselothyrea är ett släkte av tvåvingar som ingår i familjen daggflugor.

## Artlista[1]
- Hypselothyrea africana
- Hypselothyrea albifascia
- Hypselothyrea amputata
- Hypselothyrea aptera
- Hypselothyrea bengalensis
- Hypselothyrea brevipennis
- Hypselothyrea breviscutellata
- Hypselothyrea claudensis
- Hypselothyrea deficiens
- Hypselothyrea dimidiata
- Hypselothyrea fascipennis
- Hypselothyrea formosana
- Hypselothyrea guttata
- Hypselothyrea lanigera
- Hypselothyrea longimana
- Hypselothyrea mixta
- Hypselothyrea notabilis
- Hypselothyrea parafascipennis
- Hypselothyrea paraguttata
- Hypselothyrea paralanigera
- Hypselothyrea paratenuis
- Hypselothyrea pseudoguttata
- Hypselothyrea rotata
- Hypselothyrea scutellata
- Hypselothyrea spinifera
- Hypselothyrea subaptera
- Hypselothyrea tenuis
- Hypselothyrea truncata
- Hypselothyrea tuberofacies
- Hypselothyrea varanasiensis